# Mark Padoen
Mark Padoen (Oekraïens: Марк Падун) (Donetsk, 6 juli 1996) is een Oekraïens voormalig wielrenner.

## Carrière
In 2014 werd Padoen nationaal kampioen tijdrijden bij de junioren. Drie maanden later werd hij zestiende op het wereldkampioenschap in die discipline.
In 2015 won Padoen de laatste etappe in de Ronde van Friuli-Venezia Giulia, met aankomst bergop in Resia. Hierdoor nam hij de leiding in het bergklassement over van Giulio Ciccone.
In 2016 werd Padoen voor de tweede maal in zijn carrière nationaal kampioen tijdrijden, ditmaal bij de beloften. Ruim twee weken later werd hij achter Fausto Masnada tweede in de Giro del Medio Brenta. Nog eens drie dagen later stond hij namens een Oekraïense selectie aan de start van de Ronde van de Aostavallei. Hier wist hij de tweede etappe te winnen, waardoor hij de leiding in het algemeen klassement overnam van Taylor Eisenhart. Na de vierde etappe verloor hij deze trui aan Kilian Frankiny, die uiteindelijk de ronde op zijn naam zou schrijven. Padoen eindigde als derde, met elf seconden achterstand op Frankiny. Wel won hij zowel het berg- als het jongerenklassement.
In 2017 won Padoen de Trofeo Piva, een Italiaanse beloftenwedstrijd. Zijn ploeggenoot Seid Lizde werd 24 seconden later tweede. Eind mei werd de Oekraïner, met een achterstand van drie seconden op Matija Kvasina, tweede in het eindklassement van de Flèche du Sud. Wel schreef hij het jongerenklassement op zijn naam. Twee weken later won hij de derde etappe in de Ronde van Italië voor beloften, waardoor hij naar de tweede plaats in het algemeen klassement steeg. In de overige vijf ritten verloor hij drie plaatsen, waardoor hij vijfde werd in het eindklassement. Vanwege zijn prestaties mocht hij vanaf eind juli stage lopen bij Bahrain-Merida. Namens die ploeg reed hij onder meer de Coppa Agostoni, waarin hij op plek 46 eindigde. Namens zijn club won hij tijdens die periode ook nog de GP Capodarco. Zijn stagecontract werd in oktober omgezet in een tweejarig profcontract.
Padoen werd in 2019 Oekraïens kampioen tijdrijden.

## Overwinningen
2014
 Oekraïens kampioen tijdrijden, Junioren
2015
3e etappe Ronde van Friuli-Venezia Giulia
Bergklassement Ronde van Friuli-Venezia Giulia
2016
 Oekraïens kampioen tijdrijden, Beloften
2e etappe Ronde van de Aostavallei
Berg- en jongerenklassement Ronde van de Aostavallei
2017
Trofeo Piva
Jongerenklassement Flèche du Sud
3e etappe Ronde van Italië, Beloften
GP Capodarco
2018
5e etappe Ronde van de Alpen
2019
 Oekraïens kampioen tijdrijden, Elite
2e etappe Adriatica Ionica Race
Eind- en jongerenklassement Adriatica Ionica Race
2021
7e en 8e etappe Critérium du Dauphiné
Bergklassement Critérium du Dauphiné
2022
4e etappe (ITT) Gran Camiño

## Resultaten in voornaamste wedstrijden
| Jaar | Ronde van Italië | Ronde van Frankrijk | Ronde van Spanje |
| ---- | ---------------- | ------------------- | ---------------- |
| 2018 |                  |                     | opgave           |
| 2019 |                  |                     | 84e              |
| 2020 | 70e              |                     |                  |
| 2021 |                  |                     | 59e              |
| 2022 |                  |                     | 46e              |

| Jaar | Luik-Bast.‑Luik | Ronde van Lombardije | Strade Bianche | Clásica San Sebastián |
| ---- | --------------- | -------------------- | -------------- | --------------------- |
| 2018 |                 |                      | opgave         |                       |
| 2019 |                 |                      |                | 18e                   |
| 2020 |                 | opgave               |                |                       |
| 2021 | 79e             |                      | opgave         | 13e                   |
| 2022 |                 | 36e                  |                |                       |

## Ploegen
- 2017 –  Bahrain-Merida (stagiair vanaf 28-7)
- 2018 –  Bahrain-Merida
- 2019 –  Bahrain-Merida
- 2020 –  Bahrain McLaren
- 2021 –  Bahrain-Victorious
- 2022 –  EF Education-EasyPost
- 2023 –  EF Education-EasyPost
- 2024 –  Team Corratec-Vini Fantini

Agnoli · Arashiro · Boaro · Bole · Bonifazio · Božič · Brajkovič · Cink · Colbrelli · Feng · García · Gasparotto · Grmay · Haussler · Insausti · Izagirre · Moreno · Navardauskas · A. Nibali · V. Nibali · Novak · Pellizotti · Per · Pibernik · Siwtsow · Visconti · Wang · Garosio (stagiair) · Padoen (stagiair) · Toniatti (stagiair)
Agnoli · Arashiro · Boaro · Bole · Bonifazio · Božič · Colbrelli · Feng · García · Gasparotto · Haussler · G. Izagirre · J. Izagirre · Koren · Mohorič · Navardauskas · A. Nibali · V. Nibali · Novak · Padoen · Pellizotti · Per · Pernsteiner · Pibernik · Pozzovivo · Siwtsow · Visconti · Wang
Agnoli · Arashiro · Bauhaus · Bole · Caruso · Colbrelli · Dennis     · Feng · García · Garosio · Haussler · Koren · Mohorič · A. Nibali · V. Nibali · Novak · Padoen · Pernsteiner · Pibernik · Pozzovivo · Sieberg · Teuns · Tratnik · Wang · Williams
Arashiro · Battaglin · Bauhaus · Bilbao · Bole · Buitrago · Capecchi · Caruso · Cavendish · Colbrelli · Davies · Feng · García Cortina · Haller · Haussler · Inkelaar · Landa · Mohorič · Novak · Padoen · Pernsteiner · Pibernik · Poels · Sieberg · Teuns · Tratnik · Valls · Williams · Wright
Arashiro · Bauhaus · Bilbao · Buitrago · Capecchi · Caruso · Colbrelli  · Davies · Feng · Jack · Haller · Haussler · Inkelaar · Landa · Madan · Mäder · Milan· Mohorič · Novak · Padoen · Pernsteiner · Poels · Sieberg · Teuns · Tratnik · Valls · Williams · Wright
Arroyave Cañas · Bettiol · Bissegger   · Caicedo · Camargo · Carr · Carthy · Cepeda (vanaf 1/8) · Chaves · Cort · Doull · Eiking · Guerreiro · Healy · Howes (tot 31/7) · Keukeleire · Kudus · Langeveld · Morton (tot 31/7) · Nakane · Padun · Piccolo (vanaf 1/8) · Powless · Quinn · Rutsch · Scully · Shaw · Steinhauser · Urán · Valgren · J. van den Berg · M. van den Berg · Wiśniowski
Amador · Bettiol · Bissegger   · Caicedo · Camargo · Carapaz · Carr · Carthy · Cepeda · Chaves · Cort · de Bod · Doull · Eiking · Healy · Honoré · Keukeleire · Kudus · Padun · Piccolo · Powless · Quinn · Rutsch · Scully · Shaw · Steinhauser · Urán · J. van den Berg · M. van den Berg · Wiśniowski · van der Lee (stagiair)
Amella · Baldaccini · Balmer (vanaf 14/5) · Bonifazio · Conti · Darbellay · Debons · Carlos González (vanaf 31/3) · Iacchi · Mareczko · Masotto · Monaco · Murgano · Olivero · Padoen · Ponomar · Samudio (vanaf 1/8) · Quartucci · Sbaragli · Stewart · Stöckli · Tsarenko · van Empel · Viviani · Zambelli · Bögli (stagiair) · Parravano (stagiair) · Tissières (stagiair)